# N-Nitrosonornicotin

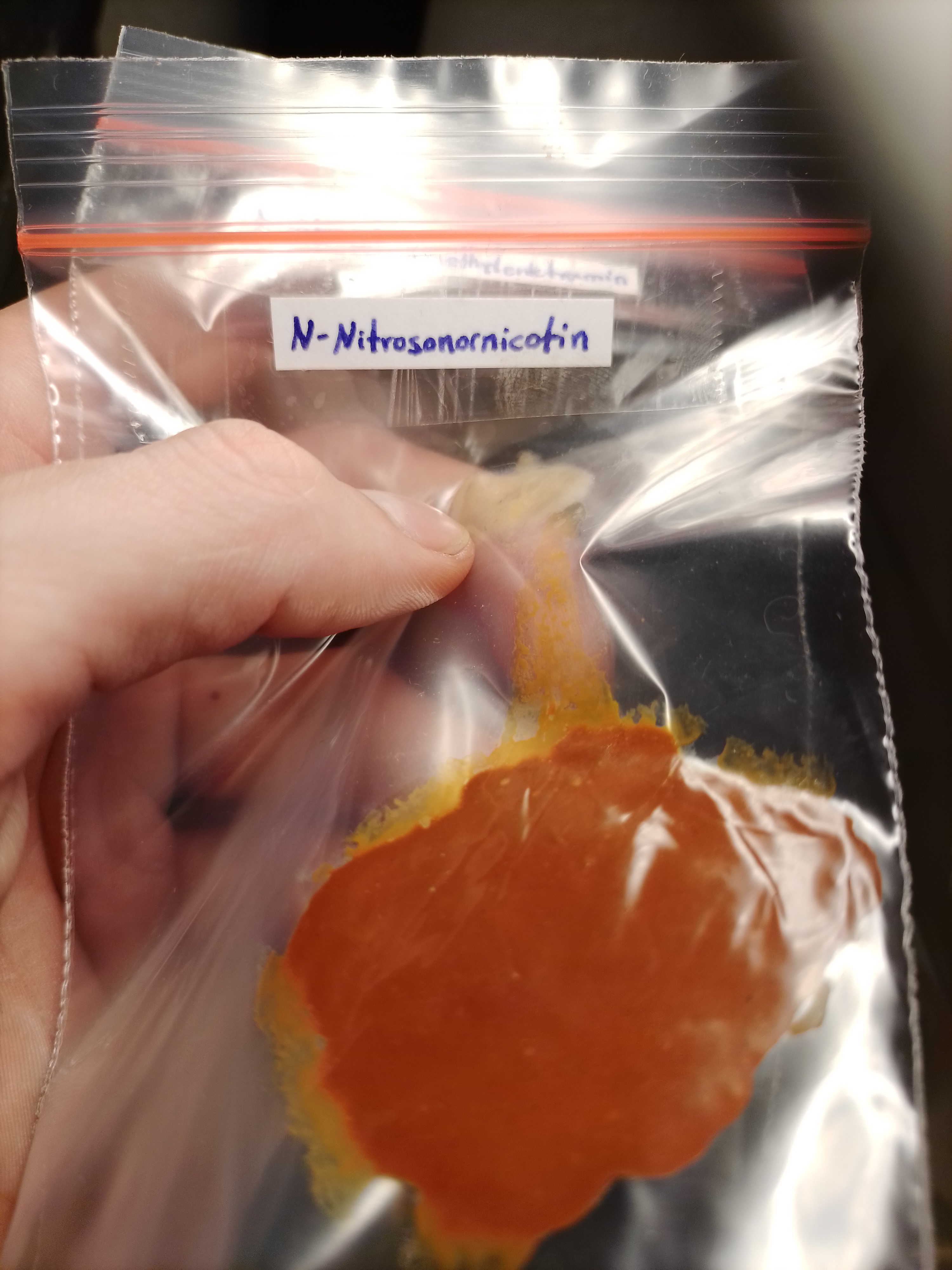
N-Nitrosonornicotin

N-Nitrosonornicotin ist eine chemische Verbindung aus der Gruppe der Nicotinderivate und Nitrosamine.

## Vorkommen
N-Nitrosonornicotin entsteht durch Nitrosierung von Nikotin während des Trocknungs-, Reifungs-, Verarbeitungs- und Rauchprozesses von Tabak.

## Gewinnung und Darstellung
N-Nitrosonornicotin kann durch Reaktion von Nornicotin-2´ in Salzsäure mit Natriumnitrit gewonnen werden. Die beiden enantiomeren Formen können durch Kapillarelektrophorese getrennt werden.

## Sicherheitshinweise
N-Nitrosonornikotin ist ein tabakspezifisches Nitrosamin, das sich als krebserregend erwiesen hat.

## Regulierung
Über den Safe Drinking Water and Toxic Enforcement Act of 1986 besteht in Kalifornien seit dem 1. Januar 1988 eine Kennzeichnungspflicht für Produkte, die N-Nitrosonornicotin enthalten.

## Externe Links zu erwähnten Verbindungen
1. ↑  Externe Identifikatoren von bzw. Datenbank-Links zu (S)-N-Nitrosonornicotin:  CAS-Nr.: 16543-55-8, EG-Nr.: 803-309-6, ECHA-InfoCard: 100.230.123, PubChem: 12613538, ChemSpider: 19957766, Wikidata: Q55135137.
2. ↑  Externe Identifikatoren von bzw. Datenbank-Links zu [(R)-N-Nitrosonornicotin]:  CAS-Nr.: 61601-78-3, PubChem: 12087452, ChemSpider: 48062208, Wikidata: Q55135204.